# Tage Henriksen
Tage Henriksen (ur. 8 kwietnia 1925 w Roskilde, zm. 13 maja 2016) – duński wioślarz, złoty medalista olimpijski.
Wystąpił na igrzyskach olimpijskich w Londynie w 1948, gdzie osada Danii w składzie: Finn Pedersen, Tage Henriksen i Carl-Ebbe Andersen (sternik) wywalczyła złoty medal w dwójkach ze sternikiem. W finale o 11,7 sekundy wyprzedzili Włochów, a o 24,7 sekundy pokonali osadę Węgier. Był to jego jedyny start olimpijski.
Był brązowym medalistą mistrzostw Europy w Lucernie (1947) w dwójce ze sternikiem.
Trzykrotnie zdobywał mistrzostwo Danii w dwójkach ze sternikiem: w latach 1945 i 1947-1948.